# Memorie d'oltretomba
(François-René de Chateaubriand)
Memorie d'oltretomba (Mémoires d'outre-tombe) è un'imponente opera autobiografica di François-René de Chateaubriand, divisa in XLII libri, composta dal 1809 al 1841 e pubblicata in 12 volumi tra il 1849 e il 1850 a Parigi da Penaud Frères, dopo che nel 1848 ne erano stati pubblicati alcuni estratti sul giornale La Presse. Secondo l'esplicito desiderio dell'autore, esse furono pubblicate solo dopo la sua morte e da qui il titolo.

## Tema
Iniziate nel 1809, dopo il ritorno dal viaggio in Oriente del Visconte di Chateaubriand, e completate nel 1841, esse sono un'appassionata rievocazione della sua vita nel quadro di una travagliata epoca storica. Il progetto iniziale, intitolato "Mémoires d'une vie" (Memorie di una vita), venne ripreso, corretto e approfondito per divenire l'opera che conosciamo col titolo definitivo di "Mémoires d'outre-tombe". L'autore racconta a ritroso la sua vita da morto, rivisitando magistralmente un mondo in dissoluzione al quale oppone la sua resistenza letteraria. Egli argomentò la sua malinconia, le sue disperazioni e il rimpianto per un mondo fatalmente perduto con queste parole: «tutti i miei giorni sono degli addii...si muore ad ogni momento per un tempo, una cosa, una persona che non si rivedrà più. La vita è una morte a ripetizione».
Il nuovo titolo si spiega inoltre con la volontà dell'autore di far pubblicare l'opera postuma, 50 anni dopo la sua morte, ma per ragioni economiche egli fu costretto - come ebbe a dire - a «ipotecare la sua tomba» pubblicando i primi volumi delle sue memorie quand'era ancora vivo.
Ispirate al genere letterario della memorialistica aristocratica del Seicento e d'inizio Settecento, esse proseguono la tradizione illustrata dai "Mémoires" del cardinale di Retz e del duca di Saint-Simon; l'autore rifiuta però dichiaratamente il modello delle Confessioni di Rousseau, da lui aborrite ideologicamente e contrastate per segnare il rifiuto sdegnoso di ogni psicologismo intimista.
Chateaubriand ci guida nell'intimità della sua epoca: abbraccia i fragorosi avvenimenti politici e storici ai quali assiste - a distanza variabile ma sempre ridotta dalle luci della ribalta - rivivendo i giorni della sua vita privata e delle sue aspirazioni personali. La sua vita coincide con la parte decisiva della storia francese nella transizione dal XVIII al XIX secolo: la fine dell'Ancien Régime, l'odiata Rivoluzione, i massacri dei due anni di Terrore, l'esilio a Londra, l'epopea napoleonica, la Restaurazione borbonica e le sue personali speranze tradite come pari di Francia, ministro e ambasciatore. Ci sono i medaglioni folgoranti, quasi poemi in prosa, di tutti i protagonisti della vita politica e culturale: Danton, Robespierre, Marat, Mirabeau, Napoleone, Talleyrand, Fouché, Madame de Stäel, Fontanes, Ballanche; descrizioni memorabili anche quelle delle donne amate dall'autore, da Pauline de Beaumont, a Madame de Custine e Madame Recamier.
È proprio in quest'opera che troviamo alcuni dei migliori esempi di prosa d'arte estetizzante, un genere di cui Chateaubriand fu capostipite; d'altra parte la malinconia dell'opera contribuirà a fare di Chateaubriand l'idolo della giovane scuola dei romantici francesi, tra i quali Victor Hugo, che da ragazzo scriverà nei suoi quaderni: «Io sarò Chateaubriand o niente!» (Je serai Chateaubriand ou rien!).

## Il testo
Nel gennaio 2014 lo Stato francese ha acquisito l'unica copia originale integrale della prima edizione delle Mémoires. Datato 1847, l'esemplare reca le correzioni autografe, le cancellature e le sottolineature di Chateaubriand. Il volume, di 3000 pagine, apparteneva allo studio Beaussant-Lefevre di Parigi; ora è custodito alla Biblioteca nazionale di Francia. Chateaubriand usava dettare sistematicamente ad una segretaria i suoi libri prima di bruciare il brogliaccio dopo la stampa. Infatti, non esiste alcun manoscritto di questo capolavoro letterario.

## Edizioni italiane
- Memorie d'oltretomba (trad. parziale), traduzione di Vitaliano Brancati, Collezione Il Sofà delle Muse n.13, Milano-Roma, Rizzoli, 1942-1945,  p. 307.
- Memorie (edizione integrale, 2 voll.), introduzione, trad. e note di Eva Timbaldi Abruzzese, Collezione I Grandi Scrittori Stranieri, Torino, UTET, 1959.
- Napoleone, traduzione di Orsola Nemi, con un saggio di Giovanni Macchia ("Il mito di Chateaubriand"), Firenze, Sansoni, 1969-1981,  pp. XXII-478. (contiene i libri dal XIX al XXIV delle Mémoires d'Outretombe, dedicati al racconto monografico di Bonaparte)
- Memorie d'oltretomba, Scelte e tradotte da Vitaliano Brancati, Collana Biblioteca n.6, Milano, Longanesi, [1973] 1983,  p. 314, ISBN 88-304-0270-2.
- Memorie d'oltretomba (edizione integrale, 2 voll.), traduzione di F. Martellucci e F. Vasarri, progetto editoriale e introduzione di Cesare Garboli, a cura di Ivanna Rosi, Collana Biblioteca della Pléiade, Torino, Einaudi-Gallimard, 1995,  pp. CLXXXVII-2650, ISBN 88-446-0007-2.
- Memorie d'oltretomba (2 voll., edizione riveduta e corretta), traduzione di F. Martellucci e F. Vasarri, a cura di Ivanna Rosi, introduzione di Cesare Garboli, Collana i millenni, Torino, Einaudi, 2015,  p. 2304, ISBN 978-88-06-22824-8.